# フィリップ・グランベール

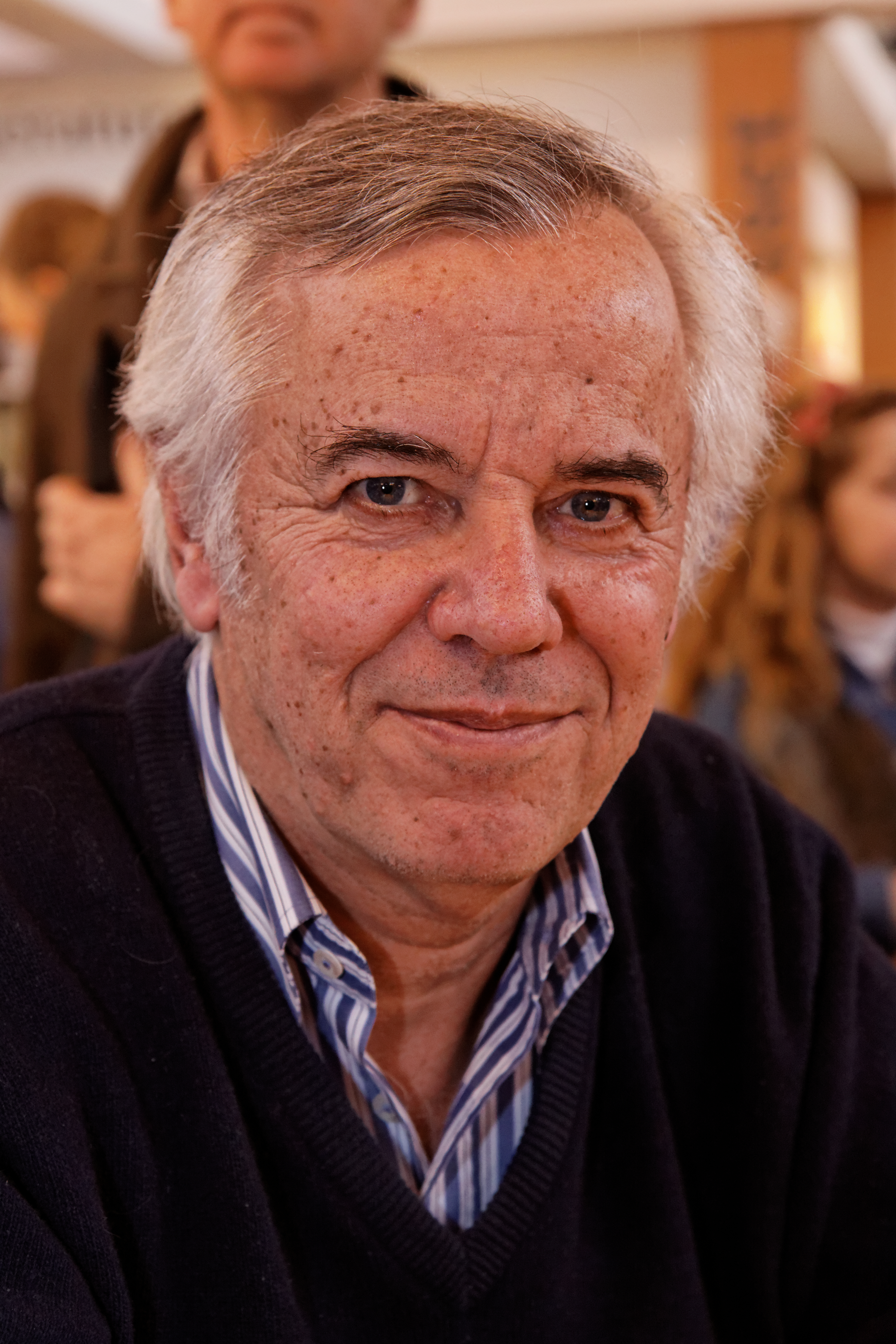
Salon Livre Paris (2012)

フィリップ・グランベール （Philippe Grimbert 1948年 - ）はフランスの作家・精神分析家。

## 経歴
(https://www.shinchosha.co.jp/sp/writer/212/)
パリ生まれ。パリ大学ナンテール校で心理学を学ぶ。現在、パリで精神分析クリニックを開業。
精神分析に関するエッセーを3冊刊行したのち、2001年に小説『ポールの小さなドレス』を発表。
続いて2004年に刊行された『ある秘密』は高校生が選ぶゴンクール賞、および「エル」読者大賞を獲得、ベストセラーとなった。

## 邦訳作品
- 『ある秘密』野崎歓訳、新潮社、新潮クレスト・ブックス、2005年11月

## 作品

### Novels
- 2001: La Petite robe de Paul, Éditions Grasset, ISBN 2-246-62111-9
- 2004: Un secret, Grasset, ISBN 2-246-67011-X, Grand prix des lectrices de Elle
- 2009: La Mauvaise rencontre, Grasset, ISBN 978-2-246-75661-3
- 2011: Un garçon singulier（）, Grasset, ISBN 978-2-246-78496-8
- 2014: Nom de dieu !, Grasset, ISBN 978-2-246-85367-1
- 2015: Rudik, l'autre Nureyev, Paris, Plon, ISBN 9782259218498